# WandaVision
WandaVision è una miniserie televisiva statunitense ideata da Jac Schaeffer per il servizio di streaming Disney+ e basata sui personaggi della Marvel Comics Wanda Maximoff / Scarlet e Visione. È la prima serie televisiva ambientata nel Marvel Cinematic Universe (MCU) prodotta dai Marvel Studios, in continuità con i film del franchise, e si svolge dopo gli eventi del film Avengers: Endgame (2019). Segue Wanda Maximoff e Visione mentre vivono una tranquilla vita suburbana nella città di Westview, in New Jersey, fino a quando la loro realtà inizia a mutare attraversando diversi decenni omaggiando sitcom e stilemi televisivi. Schaeffer è la showrunner della serie, mentre Matt Shakman ne è il regista.
Elizabeth Olsen e Paul Bettany riprendono i rispettivi ruoli di Wanda Maximoff e Visione dai film. Fanno parte del cast principale anche Debra Jo Rupp, Fred Melamed, Kathryn Hahn, Teyonah Parris, Randall Park, Kat Dennings e Evan Peters. Nel settembre 2018, i Marvel Studios erano al lavoro su diverse miniserie per Disney+, incentrate sui personaggi secondari dei film del MCU come Wanda e Visione. Schaeffer venne ingaggiata nel gennaio 2019 e la serie venne annunciata nell'aprile seguente; ad agosto Shakman si unì al progetto. La produzione ha utilizzato set, costumi ed effetti adatti per ricreare i diversi stili di sitcom a cui la serie rende omaggio. Le riprese iniziarono ad Atlanta, in Georgia, nel novembre 2019, ma vennero interrotte a marzo 2020 a causa della pandemia di COVID-19. La produzione riprese a Los Angeles nel settembre 2020 e si concluse a novembre.
WandaVision ha debuttato il 15 gennaio 2021 e si è conclusa dopo nove episodi il 5 marzo 2021. È la prima serie, e l'inizio, della Fase Quattro del MCU. La serie è stata elogiata dalla critica per i suoi omaggi alle sitcom passate e per le performance del cast, specialmente quelle di Olsen, Bettany ed Hahn, nonostante siano state individuate criticità nel finale. La serie è stata ampiamente discussa e analizzata dai fan per via di diverse teorie popolari, così come dai commentatori per la sua esplorazione del dolore e della nostalgia. La serie ha ricevuto diversi riconoscimenti, tra i quali ventitre candidature e tre vittorie ai Primetime Emmy Awards. Olsen riprende il suo ruolo nel film Doctor Strange nel Multiverso della Follia (2022), che continua la storia di Maximoff dopo gli eventi di WandaVision, mentre uno spin-off incentrato su Agatha Harkness dal titolo Agatha All Along è uscito dal 18 settembre 2024.

## Trama
Tre settimane dopo gli eventi di Avengers: Endgame, Wanda Maximoff e Visione vivono una vita idilliaca nella tranquilla cittadina di Westview, nel New Jersey, cercando di tenere nascosti i loro poteri.
Attraversando varie epoche televisive e stili diversi, i due cercano di preservare la loro felicità e il loro amore, ma Visione si rende ben presto conto che quel che sta vivendo è un'illusione e che Wanda tiene sotto controllo l'intera cittadina.
Nel frattempo, il capitano dello S.W.O.R.D. Monica Rambeau, l'agente dell'FBI Jimmy Woo e l'astrofisica Darcy Lewis indagano su un campo elettromagnetico che circonda Westview nel tentativo di salvare i cittadini bloccati al suo interno. Dopo essere entrata una volta nel cosiddetto ESA (il nome che Darcy ha dato al campo di forza, di forma esagonale) ed esserne stata scacciata da Wanda, Monica acquisisce il superpotere di assorbire ogni tipo di energia, mentre Wanda, che nel frattempo ha dato alla luce due gemelli, Tommy e Billy, avuti misteriosamente da Visione, espande il campo per salvare il compagno che ne è uscito per chiedere allo S.W.O.R.D. di salvare i cittadini.
Attraverso varie peripezie - tra cui la ricomparsa di Quicksilver, il fratello di Wanda morto in Avengers: Age of Ultron - Wanda giunge al confronto finale con la sua nemica, la strega Agatha Harkness - celatasi dietro l'identità della vicina impicciona, Agnes -, che desidera impadronirsi dei suoi poteri. L'eroina arriverà a diventare la mitologica Scarlet Witch, la strega più potente del mondo e a sconfiggere Agatha, tuttavia perdendo, per salvare Westview, sia il "suo" Visione (che si è scontrato con il redivivo, vero Visione, ridonandogli i ricordi), sia i suoi figli e ritirandosi tra i boschi per studiare il Darkhold, il libro dei dannati.

## Personaggi
- Wanda Maximoff / Scarlet Witch, interpretata da Elizabeth Olsen e doppiata da Gemma Donati:
Una Avenger che può sfruttare la magia, usare la telepatia e la telecinesi e alterare la realtà.[5][6] La Olsen affermò che la serie avrebbe portato il personaggio più in linea con la versione a fumetti, includendo la rappresentazione della sua malattia mentale,[7] e l'introduzione dell'appellativo "Scarlet Witch".[8] Il produttore esecutivo Kevin Feige aggiunse che la serie avrebbe esplorato l'estensione e l'origine dei poteri di Wanda,[9] che, come afferma la Olsen, si sarebbero rafforzati durante la serie,[10] il che ha permesso all'attrice di esplorare nuove parti della personalità del personaggio come il suo umorismo e la sua sfacciataggine.[11] Olsen dichiarò di essere entusiasta del fatto che WandaVision si concentrasse su Wanda piuttosto che raccontare la sua storia "attraverso le storie di tutti gli altri" come nei film, e affermò di aver deciso definitivamente di partecipare al progetto quando Feige menzionò specifiche storie a fumetti di Scarlet Witch che hanno ispirato WandaVision.[3] La Olsen è stata influenzata da Mary Tyler Moore, Elizabeth Montgomery e Lucille Ball per la sua interpretazione.[12]
- Visione, interpretato da Paul Bettany e doppiato da Mauro Gravina:
Un androide ed ex Avenger creato usando l'intelligenza artificiale J.A.R.V.I.S., Ultron e la Gemma della mente che è stato ucciso durante gli eventi di Avengers: Infinity War (2018).[5][8] Bettany interpreta una nuova versione del personaggio creato da Wanda,[13] e descritto da Bettany come "dignitoso e onorevole, [...] vive per Wanda".[12] Per la sua interpretazione Bettany si è ispirato a Dick Van Dyke e Hugh Laurie.[12] Bettany interpreta anche la versione originale del personaggio, riattivato dallo S.W.O.R.D., che appare col corpo bianco e privo di emozioni.[14]
- Sharon Davis, interpretata da Debra Jo Rupp e doppiata da Melina Martello: una cittadina del New Jersey e moglie di Todd, che "interpreta" la Signora Hart, la vicina di Wanda e Visione e la moglie del capo di Visione.[15][16]
- Todd Davis, interpretato da Fred Melamed e doppiato da Pierluigi Astore: un cittadino del New Jersey e marito di Sharon, che "interpreta" Arthur Hart, il vicino di Wanda e Visione e suo capo.[15][16]
- Agatha Harkness, interpretata da Kathryn Hahn e doppiata da Emanuela Damasio:
Una strega che finge di essere "Agnes", la "vicina ficcanaso" di Wanda e Visione,[3] che la Hahn descrive come una donna fortemente impicciona.[10] Hahn paragonò il rapporto tra Wanda e Agatha a quello tra Antonio Salieri e Wolfgang Amadeus Mozart, spiegando che Agatha ha studiato la magia per secoli ed è esasperata vedendo come Wanda riesca a praticarla con facilità.[17] Inizialmente Agatha era stata pensata come un mentore per Wanda, ma venne in seguito resa più una antagonista per far funzionare meglio la struttura della serie.[18][19]
- Monica Rambeau, interpretata da Teyonah Parris e doppiata da Letizia Ciampa:
La figlia della pilota dell'aeronautica militare Maria Rambeau e di un capitano dello S.W.O.R.D.,[20] si presenta inizialmente a Wanda e Visione come la loro vicina "Geraldine".[21] Ha una "forza e una capacità di essere una donna" in un mondo dominato dagli uomini.[10] Da bambina, ha ammirato l'amica e collega di sua madre Carol Danvers / Captain Marvel.[22]  La co-produttrice esecutiva Mary Livanos ha spiegato che la presenza di Rambeau è stata "una scoperta" durante lo sviluppo della serie e che si è "davvero arricchita" col tempo.[11] La serie mostra le cose che Rambeau "ha visto e vissuto e come esse hanno plasmato la sua vita" dalla sua apparizione in Captain Marvel (2019), dove era interpretata da Akira Akbar.[23]
- Jimmy Woo, interpretato da Randall Park e doppiato da Federico Di Pofi: un agente dell'FBI che collabora con lo S.W.O.R.D., in precedenza ufficiale responsabile della libertà vigilata di Scott Lang / Ant-Man.[10][24]
- Darcy Lewis, interpretata da Kat Dennings e doppiata da Alessia Amendola: un'astrofisica che collabora con Woo e lo S.W.O.R.D. e che in precedenza era una stagista di Jane Foster e amica di Thor.[10][24][25]
- Ralph Bohner, interpretato da Evan Peters e doppiato da Alessandro Campaiola:
Un residente di Westview sotto il controllo di Agatha che finge di essere Pietro Maximoff, il fratello di Wanda che può muoversi a velocità supersonica. Il vero Pietro era già apparso in Avengers: Age of Ultron, dove era interpretato da Aaron Taylor-Johnson.[26]

Inoltre, Julian Hilliard e Jett Klyne interpretano i gemelli Billy e Tommy Maximoff. Jolene Purdy appare nel ruolo di Isabel Matsueida, che interpreta "Beverly", una vicina di Wanda e Visione, all'interno della sitcom fittizia. Altri residenti di Westview includono Asif Ali nel ruolo di Abilash Tandon ("Norm", un collega di lavoro di Visione); David Lengel nei panni di Harold Proctor, che interpreta "Phil Jones" nella sitcom; Amos Glick ha il ruolo di un fattorino delle pizze, che interpreta "Dennis il postino"; Emma Caulfield nel ruolo di Sarah Proctor, che interpreta "Dottie Jones"; e David Payton nel ruolo di John Collins, "Herb" all'interno della sitcom. Ithamar Enriquez e Victoria Blade appaiono come l'uomo e la donna nelle finte pubblicità. Josh Stamberg interpreta il direttore ad interim dello S.W.O.R.D. Tyler Hayward. Alan Heckner e Selena Anduze interpretano gli agenti dello S.W.O.R.D. Monti e Rodriguez. Grey DeLisle è la voce di uno dei finti spot televisivi.

## Produzione

### Sviluppo

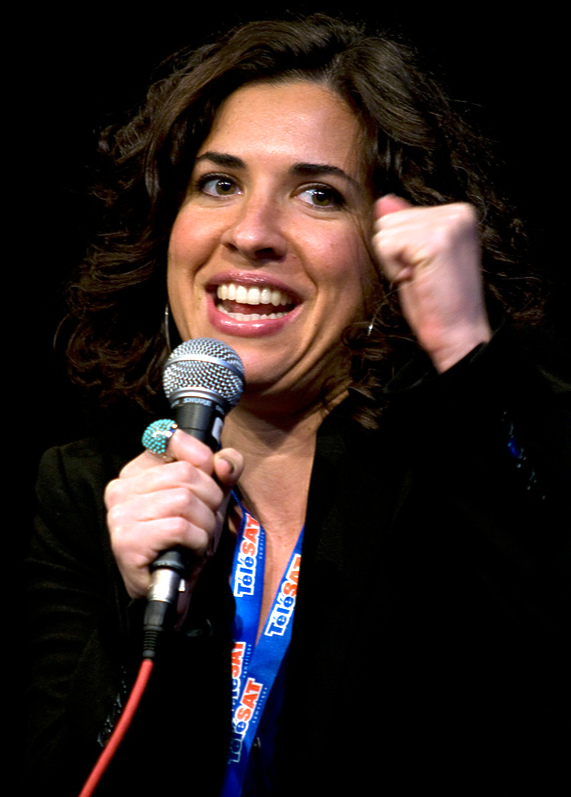
La creatrice e sceneggiatrice della serie Jac Schaeffer.

Intorno al settembre 2018, i Marvel Studios erano al lavoro su diverse serie limitate per il servizio di streaming Disney+, di proprietà della Walt Disney Company, incentrate sui personaggi secondari dei film del Marvel Cinematic Universe (MCU) come Scarlet Witch. Variety riportò che gli attori che interpretavano i personaggi nei film avrebbero ripreso i loro ruoli nelle serie limitate, compresa Elizabeth Olsen nel ruolo di Scarlet Witch, e che ogni serie avrebbe avuto dai sei agli otto episodi, con un "budget elevato" al pari delle produzioni cinematografiche. Inoltre, le serie sarebbero state prodotte direttamente dai Marvel Studios piuttosto che dalla Marvel Television, che aveva prodotto le precedenti serie televisive del MCU. Venne riportato che il presidente dei Marvel Studios Kevin Feige avrebbe avuto un "ruolo attivo" nello sviluppo di ogni serie, concentrandosi sulla "continuità della storia" con i film e sugli attori che avrebbero ripreso i loro ruoli dai film. Feige iniziò a pensare a una serie su Wanda e Visione durante le riprese di Avengers: Infinity War (2018) e Avengers: Endgame (2019), e nello stesso periodo venne incaricato dal CEO della Disney Bob Iger di sviluppare prodotti per Disney+. Nell'ottobre 2018 venne riportato che Paul Bettany avrebbe ripreso il ruolo di Visione in una delle serie, incentrata sul rapporto di quest'ultimo con Scarlet Witch. Tra i titoli presi in considerazione per la serie, vennero riportati Vision and the Scarlet Witch e The Vision and Scarlet Witch.
Nel gennaio 2019 Jac Schaeffer venne scelta come showrunner della serie. Schaeffer aveva già lavorato come sceneggiatrice nei film dei Marvel Studios Captain Marvel (2019) e Black Widow (2021). Schaeffer ha scritto il primo episodio e figura come creatrice e produttrice esecutiva della serie. Nell'aprile seguente, la Disney e i Marvel Studios annunciarono la serie con il titolo WandaVision. Matt Shakman venne assunto come regista e come produttore esecutivo ad agosto. Tra i produttori esecutivi figurano anche Feige, Louis D'Esposito e Victoria Alonso dei Marvel Studios.
Feige affermò che la serie avrebbe raccontato la storia di Maximoff e Visione, approfondendo il carattere e le abilità dei due personaggi e introducendo la figura di "Scarlet Witch" nel MCU "in modi che sono del tutto divertenti, un po' spaventosi, e che avranno ripercussioni per l'intero futuro della Fase Quattro del MCU". Aggiunse inoltre che gli spettatori non avrebbero avuto bisogno di avere familiarità con l'MCU per capire la serie, che al tempo stesso avrebbe offerta "grandi ricompense" per i fan del franchise. La serie è composta da nove puntate, inizialmente presentate in un formato da sitcom di mezz'ora. Le prime tre puntate durano circa 30 minuti ciascuna, mentre le restanti hanno durate più lunghe, per un totale di circa sei ore di narrazione. Schaeffer paragonò la miniserie a una serie a fumetti, affermando che il prodotto finale è molto fedele alla sua visione originale. Riguardo a un eventuale proseguimento della serie, Schaeffer affermò nel gennaio 2021 che una seconda stagione "non è qualcosa di cui al momento si è discusso", e lo stesso affermò Feige, aggiungendo che la storia narrata in WandaVision sarebbe proseguita in Doctor Strange nel Multiverso della Follia ma non escludendo totalmente una seconda stagione. Shakman affermò: "Non abbiamo alcun piano per una seconda stagione di WandaVision. Questo potrebbe cambiare, ovviamente. Tutto dipende dalla storia. Siamo stati concentrati sul narrare questa storia attraverso nove episodi e auspicabilmente arrivare a una conclusione che sia ritenuta soddisfacente e anche sorprendente". Il budget della serie è stimato essere fino a 25 milioni di dollari a puntata.

### Sceneggiatura
Feige diede a Schaeffer una traccia di quello che voleva realizzare con la serie, in modo da darle una base da cui partire e aiutarla a dare una forma strutturata alle sue idee. Feige concepì l'idea di Maximoff e Visione sposati in una cittadina idilliaca partendo dal suo amore per le sitcom e di come queste possano essere usate come via di fuga dalla realtà. Schaeffer delineò come questa idea si applicasse a ogni personaggio. Dal punto di vista visivo, Feige si ispirò alle copertine della serie "Norman Rockwell meets Leave it to Beaver" di Mike del Mundo per la serie a fumetti Visione di Tom King e Gabriel Hernandez Walta, e presentò la serie a Olsen e Bettany come un misto tra quel fumetto e il crossover fumettistico House of M di Brian Michael Bendis e Olivier Coipel. Altre fonti di ispirazione furono la serie Vendicatori divisi di Bendis e David Finch, gli archi narrativi di La Visione e Scarlet a cura di Bill Mantlo e Rick Leonardi, e di Steve Englehart e Richard Howell, e l'arco narrativo di Visione della serie I Vendicatori della Costa Ovest di John Byrne. Per il tono della serie Schaeffer si ispirò anche al film Thor: Ragnarok (2017) e alla serie televisiva Legion, per il modo in cui hanno innovato il modo di raccontare storie di supereroi.
La serie si svolge dopo gli eventi di Avengers: Endgame, ed è strettamente collegata al film Doctor Strange nel Multiverso della Follia (2022), in cui Olsen riprende il ruolo di Wanda Maximoff. Schaeffer spiegò che Feige si è occupato dei collegamenti tra i vari progetti del MCU e che anche lei e Shakman hanno parlato con i team creativi di Spider-Man: No Way Home e di Doctor Strange nel Multiverso della Follia e con gli showrunner delle altre serie dei Marvel Studios per Disney+ per discutere dei collegamenti tra le loro storie e per assicurarsi che WandaVision si colleghi in modo fluido ai film. Confrontando il suo lavoro sulla serie con quello per il film Black Widow, Schaeffer affermò che WandaVision sarebbe stata all'opposto rispetto allo stile di azione aggressiva e viscerale del film.
Schaeffer assunse otto sceneggiatori per la writer's room della serie, tra cui quattro donne e diverse persone di colore, per via della sua convinzione che "le storie sono migliori se hai più punti di vista". Megan McDonnell venne assunta come assistente per poi essere promossa story editor. Diversi sceneggiatori avevano già lavorato in televisione e Schaeffer usò la loro esperienza per comporre una narrazione che si adattasse esclusivamente al format televisivo; a tal proposito, Schaeffer spiegò che la serie non avrebbe mai potuto essere un film poiché l'estetica televisiva è necessaria per "entrare nella narrazione, [...] percepire l'aspect ratio più stretto, percepire le differenti qualità del video, delle luci". Schaeffer riteneva lo spunto alla base della serie, ovvero che Wanda sia responsabile della creazione di una realtà fittizia, un'idea semplice, così decise di presentarlo attraverso un mistero. Gli sceneggiatori lavorarono per presentare il mistero durante le prime tre puntate e svelare poi la verità a partire dalla quarta puntata. Schaeffer definì la miniserie "un viaggio emotivo e psicologico più che un mistero continuo", aggiungendo che la storia è incentrata sul lutto di Wanda e sul suo processo di accettazione del dolore. Anche l'esplorazione delle diverse ere televisive era stato pensato per rispecchiare le varie fasi di elaborazione del lutto, dall'atmosfera gioiosa e ottimista degli anni cinquanta al periodo della depressione degli anni duemila, in cui in molte sitcom i personaggi esprimono le loro emozioni parlando direttamente alla macchina da presa, fino all'accettazione finale. Schaeffer spiegò inoltre che la scelta di Wanda di trasmettere gli eventi di Westview attraverso un segnale televisivo va vista come una richiesta di aiuto da parte del personaggio, che è chiusa nel suo dolore.
La serie rende omaggio a molte sitcom statunitensi passate e al tempo stesso "cerca di trovare nuovi territori". Schaeffer definì l'era televisiva degli anni cinquanta una delle più impegnative da scrivere a causa dei dialoghi "botta e risposta" tipici di quegli anni. Olsen definì la prima puntata "una grande lettera d'amore per The Dick Van Dyke Show". Shakman e Feige si incontrarono con Dick Van Dyke, star dell'omonima sitcom degli anni '60, per ricevere consigli su come rappresentare al meglio le atmosfere di quegli anni. Tra le altre sitcom che hanno ispirato la serie figurano Lucy ed io, Io e i miei tre figli, Papà ha ragione, The Adventures of Ozzie and Harriet, Vita da strega, Casa Keaton, Cose dell'altro mondo, Friends, Malcolm, 30 Rock, Parks and Recreation, Modern Family e The Office.

### Casting

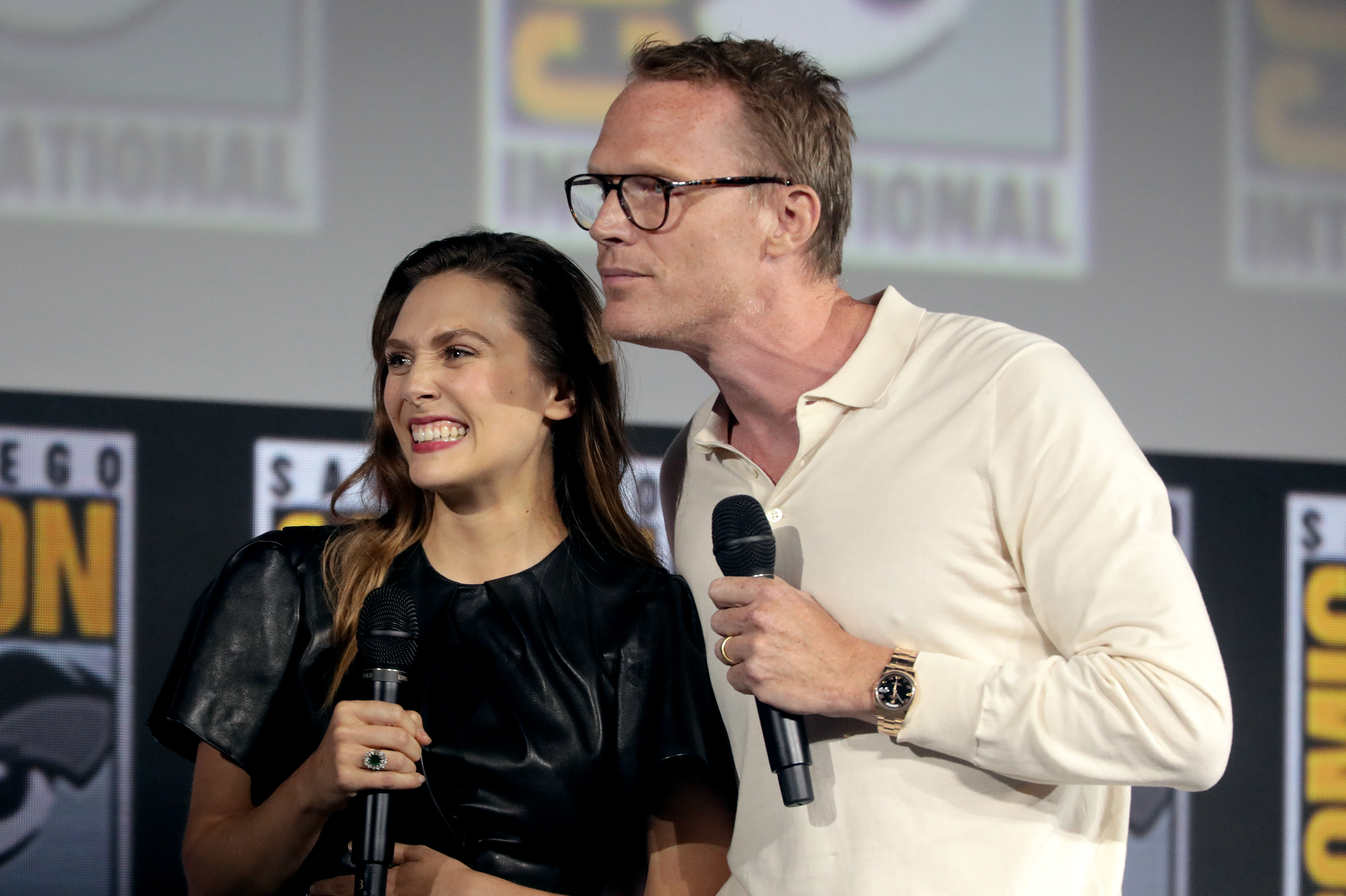
Elizabeth Olsen e Paul Bettany durante la presentazione di WandaVision al San Diego Comic-Con del 2019

Con l'annuncio della serie nell'aprile 2019 venne confermato che Olsen e Bettany avrebbero ripreso i loro ruoli di Maximoff e Visione. Teyonah Parris entrò nel cast nel ruolo di Monica Rambeau nel luglio 2019; il personaggio era già apparso da bambina nel film Captain Marvel, interpretata da Akira Akbar. Il mese successivo venne annunciato che Kat Dennings e Randall Park avrebbero ripreso i loro ruoli di Darcy Lewis e Jimmy Woo dai precedenti film del MCU, e che anche Kathryn Hahn avrebbe fatto parte del cast. Nell'ottobre 2019 Emma Caulfield Ford entrò nel cast nel ruolo di Dottie Jones. Nell'ottobre 2020 venne annunciato che anche Asif Ali, Abilash Tandon e Jolene Purdy avrebbero fatto parte del cast. Nel febbraio 2021 Isaiah Knott annunciò di far parte del cast in un ruolo imprecisato.
Il trailer rivelò che anche Fred Melamed e Debra Jo Rupp sarebbero apparsi nella serie nel ruolo del signore e della signora Hart. Il quinto episodio della serie introduce Evan Peters nel ruolo di Pietro Maximoff, fratello di Wanda. Il personaggio era già apparso nel MCU, interpretato da Aaron Taylor-Johnson, mentre Peters aveva interpretato una versione differente del personaggio, chiamata Peter Maximoff, nella serie di film X-Men della 20th Century Fox.

### Riprese
Le riprese iniziarono all'inizio di novembre 2019, ai Pinewood Atlanta Studios di Atlanta, in Georgia, con il titolo di lavorazione Big Red e con Jess Hall come direttore della fotografia. Shakman cercò il più possibile di girare la serie in ordine cronologico, in modo da aiutare gli attori a far progredire i loro personaggi attraverso le varie ere televisive. Shakman voleva assicurarsi che gli elementi da sitcom non sembrassero delle parodie ma che risultassero autentici. Per ogni puntata agli attori furono fatti vedere episodi di sitcom dell'epoca in modo da aiutarli a entrare nello spirito e nell'atmosfera del periodo. Gli attori furono inoltre aiutati dalla dialect coach Courtney Young per imparare a parlare in modo diverso per ogni decennio, per adattarsi ai vari stili attoriali adottati nel tempo.
La prima puntata venne girata di fronte ad un pubblico in studio dal vivo, per riprendere lo stile tipico della sitcom. Per gli episodi in bianco e nero, il viso di Bettany venne dipinto di blu invece del color rossastro tipico di Visione, poiché il blu appare meglio nella scala dei grigi. Anche per gli episodi seguenti vennero adottati accorgimenti simili, come l'uso di lenti, illuminazione e effetti speciali adatti a quel determinato decennio.
La serie è stata girata con camere Arri Alexa 4K. Hall utilizzò in tutto 47 tipi diversi di ottiche cinematografiche per i sette decenni coperti da WandaVision, lavorando con la Panavision per adattare lenti moderne in modo che restituissero l'effetto delle lenti d'epoca, che "rendono soffusi i toni chiari e [...] e sfocano avvicinandosi ai bordi dell'immagine". Queste lenti sono state usate nelle prime tre puntate e nella quinta; per le scene ambientate all'esterno della realtà fittizia sono state utilizzate lenti Ultra Panatar, che erano state usate anche in Avengers: Infinity War e Avengers: Endgame. Nelle prime tre puntate viene usato un formato 4:3. Nella serie sono usati diversi aspect ratio, incluso il 4:3, usato nelle prime tre puntate, e il 2.40:1, che è stato usato in diversi film del MCU. Riguardo all'illuminazione, per le puntate ambientate tra gli anni cinquanta e gli anni settanta Hall ha utilizzato luci al tungsteno, tipiche del periodo, mentre per i decenni successivi utilizzo luci LED. Ogni episodio presenta diversi omaggi alle sitcom del periodo, riprendendo anche lo stile di ripresa. In particolare, per l'ambientazione moderna vennero usati espedienti come lo sfondamento della quarta parete, la macchina a mano e lo stile documentaristico tipici delle sitcom degli anni novanta e duemila.
Tra dicembre 2019 e febbraio 2020 si tennero delle riprese nell'area metropolitana di Atlanta. A inizio marzo 2020 le riprese si fermarono per una pausa pianificata di quattro settimane, ma il 14 marzo la produzione venne totalmente interrotta a causa della pandemia di COVID-19. La produzione riprese nel settembre 2020 seguendo dei rigidi protocolli anti-COVID, per completare le riprese esterne e nel backlot. Parte delle riprese si tennero al Warner Bros. Ranch a Burbank, dove furono girate sitcom come Papà ha ragione, La famiglia Partridge e Vita da strega. Le riprese terminarono nel novembre 2020.

### Post-produzione
Shakman iniziò a lavorare sul montaggio del materiale già filmato durante lo shutdown causato dalla pandemia di COVID-19. Tim Roche, Zene Baker, e Nona Khodai sono i montatori della serie. Gli effetti visivi della serie sono curati da Digital Domain, Framestore, Industrial Light & Magic, Lola VFX, Monsters Aliens Robots Zombies, RISE, Rodeo FX, SSVFX, The Yard VFX, e Zoic Studios.

### Colonna sonora
Nel gennaio 2020, Christophe Beck annunciò che avrebbe composto la colonna sonora per la serie. Beck ha adottato un diverso stile compositivo per ogni puntata della serie, cambiando anche strumenti e modi di registrazione. Per i primi episodi usò una piccola orchestra, mentre per gli episodi seguenti l'orchestra si allargò e incluse elementi rock-pop e uno stile più intenso. Michael Paraskevas e Alex Kovacs hanno co-composto le musiche; Kovacs aiutò Beck grazie alla sua esperienza con le vecchi tecniche di orchestrazione jazz dei primi episodi. Essendo a conoscenza degli eventi della serie e dello sviluppo dei personaggi sin dall'inizio, Beck scrisse diversi leitmotiv che vennero poi adattati ai diversi stili musicali. Beck terminò di lavorare alla colonna sonora nel febbraio 2021.
Nel dicembre 2020 venne annunciato che Robert Lopez e Kristen Anderson-Lopez avevano scritto diverse sigle televisive per alcune puntate della serie. I due vennero chiamati da Shakman, che aveva frequentato il college con Lopez, e avevano già lavorato con Beck nei film del franchise Frozen. Per legare insieme i vari temi televisivi, Lopez e Anderson-Lopez crearono un motivo di quattro note che venne poi adattato a ogni stile musicale. Le prime due note del tema sono in scala maggiore, mentre le ultime due sono un tritono, conosciuto anche come diabolus in musica; in questo modo viene trasmessa musicalmente l'idea che la serie sia "gioiosa e colorata e al tempo stesso inquietante e piena di misteri".
Gli album con le musiche delle singole puntate sono stati pubblicati settimanalmente da Marvel Music e Hollywood Records, dal 22 gennaio al 12 marzo 2021.

## Promozione
Il primo trailer venne distribuito il 20 settembre 2020. Il 10 dicembre 2020, in occasione del Disney Investor Day, venne distribuito il trailer finale. In Italia, il lancio di WandaVision è stato accompagnato da un'iniziativa di marketing in collaborazione con l'emittente generalista Italia 1, che ha trasmesso uno spot televisivo e un'intervista al cast in stile vintage con protagoniste le storiche annunciatrici Mediaset Emanuela Folliero e Susanna Messaggio. La direzione del doppiaggio italiano è curata da Marco Guadagno.
L'8 gennaio 2021 sulla piattaforma Disney+ sono stati pubblicato due episodi di Marvel Studios: Legends contenenti delle clip che riassumono le storie di Wanda Maximoff e di Visione nei precedenti film.

### Assembled
Nel febbraio 2021 venne annunciata una serie documentario intitolata Assembled e incentrata sul making of delle serie televisive e dei film prodotti dai Marvel Studios. Il primo episodio della serie, intitolato The Making of WandaVision, è stato pubblicato su Disney+ il 12 marzo 2021.

## Distribuzione
La serie ha debuttato il 15 gennaio 2021 sulla piattaforma di video on demand Disney+ con i primi due episodi. I restanti sette episodi stati distribuiti settimanalmente fino al 5 marzo 2021.

### Edizione italiana
La direzione del doppiaggio è a cura di Marco Guadagno e Fabrizio Pucci, su dialoghi di Elena Di Carlo, per conto della Dubbing Brothers Int. Italia.

## Accoglienza

### Critica
La serie è stata accolta molto positivamente dalla critica. Sull'aggregatore di recensioni Rotten Tomatoes ha un indice di gradimento del 91%, con un voto medio di 7.85 su 10, basato su 409 recensioni. Il commento consensuale del sito recita: «In parte un amorevole omaggio alla storia della TV, in parte un mistero insolito, WandaVision è un passo meravigliosamente strano e sorprendentemente audace nel piccolo schermo per l'MCU e una vetrina perfetta per Elizabeth Olsen e Paul Bettany». Sul sito Metacritic ha un punteggio di 77 su 100, basato su 40 recensioni.
Rebecca Iannucci di TVLine ha dato ai primi tre episodi una "A" definendoli "un'intrigante, fresca e davvero deliziosa deviazione da ciò che ci si aspetta" e lodando le performance di tutto il cast, in particolare quella di Elizabeth Olsen. Darren Franich, del settimanale Entertainment Weekly, ha definito la serie un insolito inizio per la Fase Quattro dando ai primi tre episodi una "B+". Lucy Mangan del Guardian ha dato ai primi tre episodi 4 stelle su 5, elogiando le interpretazioni, del cast, la scrittura e le scenografie e scrivendo che "ha quell'aura speciale di un prodotto fatto da persone che sanno esattamente quello che stanno facendo, dove vogliono arrivare e come vogliono arrivarci".
Caroline Framke della rivista Variety è stata più critica, descrivendo la serie come "un'introduzione mirabilmente strana alla nuova era della Marvel" ma non trovando nessuno dei primi tre episodi "particolarmente divertente". Anche Mike Hale del New York Times ha criticato i primi tre episodi, definendoli "poco divertenti, cosa che è una delusione continua anche se fosse parzialmente intenzionale. Un altro problema, e forse quello centrale, è che c'è uno scostamento tra la realtà della sitcom e la realtà fantascientifica - l'umorismo e il terrore non funzionano insieme, non si intensificano a vicenda".
Anche la critica italiana ha accolto positivamente la serie. Aldo Grasso, scrivendo per il Corriere della Sera, ha descritto la serie come un progetto che "appare molto ambizioso, con un notevole potenziale narrativo". Alessandro De Simone di Ciak ha apprezzato la serie, descrivendola come "uno dei prodotti televisivi più interessanti degli ultimi anni". Simona Carradori di Best Movie ha scritto: "Il primo show dei Marvel Studios si apre regalandoci tutto ciò che non avremmo mai pensato di poter - e voler - vedere in una serie supereroistica. E ce lo fa amare in meno di 20 minuti". Più tiepido il giudizio di Andrea Fiamma, il quale, su Fumettologica, ha recensito positivamente la serie, evidenziandone però alcune criticità, come la premessa di base, che "seppur meno avanguardistica di quanto venga spacciata, è intelligente ma gestita male e funziona più in teoria che in pratica".

## Riconoscimenti
- 2022 - Golden Globe[109]
  - Candidatura per la miglior attrice in una mini-serie o film per la televisione a Elizabeth Olsen
  - Candidatura per il miglior attore in una mini-serie o film per la televisione a Paul Bettany
- 2022 - Critics' Choice Awards [110]
  - Candidatura per la miglior miniserie TV
  - Candidatura per il miglior attore protagonista in una miniserie o film TV a Paul Bettany
- 2021 - Premio Emmy [111]
  - Candidatura per il  miglior miniserie
  - Candidatura per la miglior attrice protagonista in una miniserie o film a Elizabeth Olsen
  - Candidatura per il miglior attore protagonista in una miniserie o film a Paul Bettany
  - Candidatura per la miglior attrice non protagonista in una miniserie o film a Kathryn Hahn
  - Candidatura per la miglior sceneggiatura in una miniserie o film a Laura Donney per la puntata Negli episodi precedenti
  - Candidatura per la miglior regia in una miniserie o film a Matt Shakman
- 2021 - Directors Guild of America Award [112]
  - Candidatura per miglior regia di una serie limitata o film televisivo a Matt Shakman
- 2021 - MTV Movie & TV Awards[113]
  - Miglior serie TV
  - Miglior performance in una serie televisiva a Elizabeth Olsen
  - Miglior cattivo a Kathryn Hahn
  - Miglior combattimento a Elizabeth Olsen e Kathryn Hahn
  - Candidatura per il miglior eroe a Teyonah Parris
  - Candidatura per il miglior momento musicale a Agatha All Along

## Spin-off
Nell'ottobre 2021 viene annunciata una serie spin-off incentrata sull'antagonista di WandaVision, Agatha Harkness, nuovamente interpretata da Kathryn Hahn. Il progetto sarà seguito da Jac Schaeffer, già produttrice esecutiva di WandaVision. Nel luglio 2022, al San Diego Comic-Con, viene confermato che la serie, dal titolo Agatha All Along, farà parte della Fase Cinque del MCU.
Nell'ottobre 2022 i Marvel Studios annunciano un secondo spin-off, Vision Quest, con protagonista Visione Bianco, interpretato ancora da Paul Bettany.